# Paseky nad Jizerou
Pour les articles homonymes, voir Paseky.
Paseky nad Jizerou (en allemand : Pasek) est une commune et une petite station de ski du district de Semily, dans la région de Liberec, en Tchéquie. Sa population s'élevait à 249 habitants en 2021.

## Géographie
Paseky nad Jizerou se trouve dans la vallée de la Jizera, sur le territoire du Parc national des monts des Géants. Elle est située à 4 km au nord-ouest de Jablonec nad Jizerou, à 15 km au nord-nord-est de Semily, à 25 km à l'est-sud-est de Liberec et à 100 km au nord-est de Prague.
La commune est limitée par Kořenov à l'ouest et au nord, par Harrachov au nord, par Rokytnice nad Jizerou à l'est, et par Jablonec nad Jizerou, Vysoké nad Jizerou et Zlatá Olešnice au sud.

## Histoire
Fondé au XVIe siècle, le village vit principalement du tourisme.

## Symboles
Les armoiries et le drapeau de la commune ont été approuvés par le Parlement de la République tchèque, dont le président, Miloslav Vlček remit le décret sur l'octroi de l'emblème et du drapeau à la commune de Paseky nad Jizerou le 18 décembre 2007. L'écu est divisé en diagonale par un trait de scie. Le champ supérieur est blanc avec une ouïe de résonance d'un violon noir en diagonale. Le champ inférieur est vert. La division oblique de l'écu souligne le caractère montagneux du paysage. La division en forme de scie rappelle le défrichement de la forêt à l'origine du village et la couleur verte renvoie aux prairies et forêts qui entourent le village. La couleur blanche représente la couleur argent en héraldique. Sur le blason, il représente Havírna, une partie du village. L'ouïe de résonance du violon en forme de « f » rappelle la tradition de la lutherie.

## Galerie

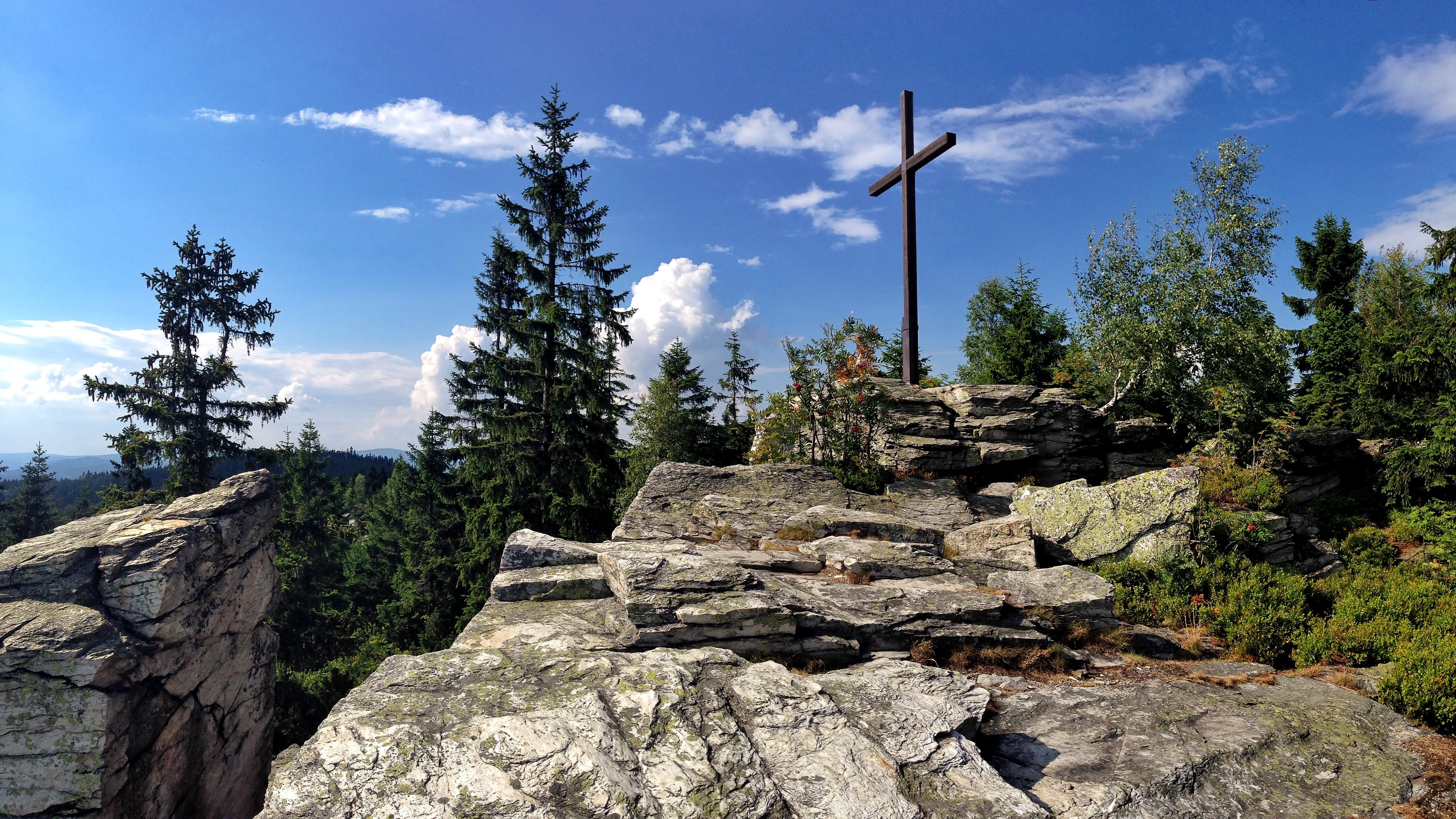
Rochers de Bílá skála (950 m).
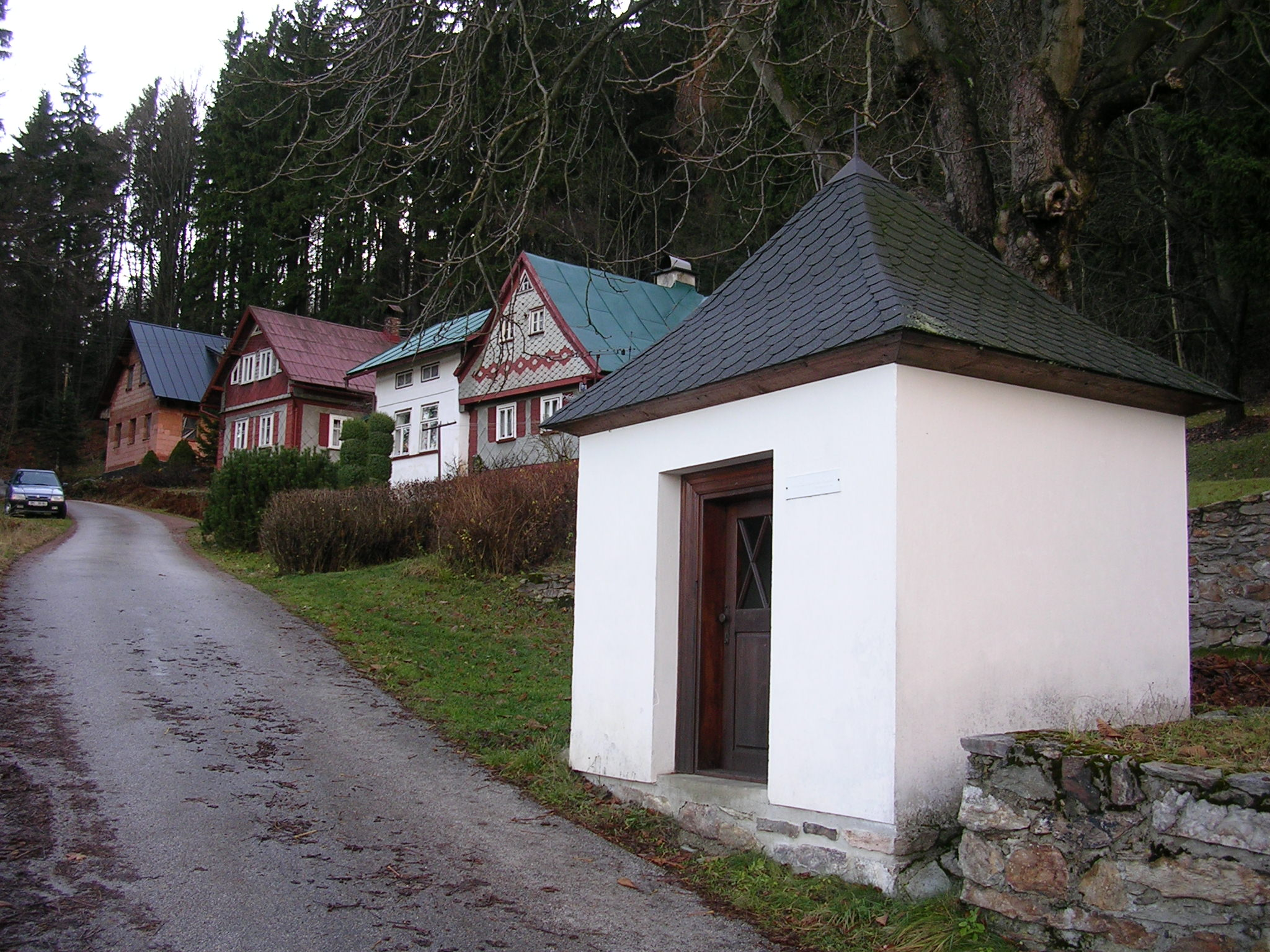
Chapelle de la Sainte-Trinité.

## Station de ski
Le petit domaine skiable — certes l'un des dix plus importants de Tchéquie — a été développé à partir des années 1980. Il est desservi principalement par trois téléskis de conception déjà ancienne. Les pistes sont relativement larges mais courtes, et offrent une faible dénivelé d'au maximum 240 mètres. Le domaine, peu pentu, est de fait particulièrement adapté aux skieurs de niveau débutant.

## Transports
Par la route, Paseky nad Jizerou se trouve à 5 km de Rokytnice nad Jizerou, à 21 km de Semily, à 35 km de Liberec et à 127 km de Prague.